# Tamisiocaris
Tamisiocaris é o gênero animal pertencente a família Anomalocaridae. Existiu durante o período Cambriano. Os paleontólogos acreditam que este predador contribuiu para o desenvolvimento de outras espécies durante a explosão cambriana.
Este gênero é conhecido por um único apêndice. Este é alongado, com no mínimo 17 pares de espinhos ao longo da margem em forma de V. A parte central do apêndice não possui espinhos adicionais. Toda a superfície do apêndice é coberto por um tecido fino.

## Etimologia
O nome do gênero é derivado da palavra latina tamisium que significa peneira, com base na provável função dos espinhos ventrais, e da palavra grega caris para camarão. O epíteto borealis é relativo ao norte.[carece de fontes?]